# Dióxido de cloro
El dióxido de cloro es un compuesto químico con fórmula ClO2. En condiciones normales de presión y temperatura es un gas verde-amarillento que por debajo de −59 °C cristaliza como cristales naranjas brillantes. Como todos los óxidos de cloro, es un potente agente oxidante, utilizado en el tratamiento del agua y como blanqueante. La dosis letal media (DL50) por vía oral se ha calculado en ratas en 94 mg por kg de peso por lo que se clasifica como una sustancia moderadamente tóxica y peligrosa.
El compuesto es promovido de forma fraudulenta, fuera del ámbito científico y médico, como medicamento para el tratamiento  de una gran variedad de enfermedades y síndromes, entre ellos el autismo en niños y el COVID-19, a menudo bajo denominaciones llamativas como «suplemento mineral milagroso». Sin embargo, no solo su acción no está comprobada sino que se han registrado muertes, ya que es un compuesto tóxico, por lo cual organismos de la salud como la Agencia de Medicamentos y Alimentación de los Estados Unidos (FDA) han comunicado oficialmente que no recomiendan su ingesta. La Agencia Española de Medicamentos y Productos Sanitarios ha emitido la alerta 05/10 como producto ilegal para su comercialización como medicamento. La dosis máxima permisible en agua potable es 1 mg/l.

## Estructura y enlaces

Comparación del enlace de tres electrones con el enlace covalente convencional

Las dos estructuras resonantes

El dióxido de cloro es un compuesto de cloro neutro. Es muy diferente del cloro elemental, tanto en su estructura química como en su comportamiento. Una de las características más importantes del dióxido de cloro es su gran solubilidad en agua, especialmente en agua fría. El dióxido de cloro no se hidroliza, cuando entra en contacto con agua, permanece como gas en solución. El dióxido de cloro es aproximadamente 10 veces más soluble en agua que el cloro.
La molécula ClO2 tiene un número impar de electrones de valencia, y por tanto, es un radical paramagnético. Su estructura electrónica desconcertó mucho tiempo a los químicos porque ninguna de las posibles estructuras de Lewis es muy satisfactoria. En 1933, L. O. Brockway propuso una estructura que implicaba un enlace de tres electrones. El químico Linus Pauling desarrolló posteriormente esta idea y de ahí llegó a  dos estructuras resonantes que implicaban por un lado  un doble enlace y por otro un enlace simple más uno de tres electrones. Según Pauling, la última combinación debería representar un enlace ligeramente más débil que el doble. En la teoría de orbitales moleculares esta es una idea frecuente, si el tercer electrón está situado en un orbital antienlazante. Estudios posteriores han confirmado que el orbital molecular más alto ocupado es, de hecho, un orbital antienlazante incompleto.

## Métodos de obtención

### Oxidación del clorito
En el laboratorio, el ClO2 puede prepararse por oxidación del clorito de sodio con cloro:
{\displaystyle {\ce {2NaClO2 + Cl2 -> 2ClO2 + 2NaCl}}}
Tradicionalmente, el dióxido de cloro para aplicaciones de desinfección ha sido preparado a partir de clorito de sodio o con el método clorito-hipoclorito de sodio:
{\displaystyle {\ce {2NaClO2 + 2HCl + NaOCl -> 2ClO2 + 3NaCl + H2O}}}
o el método clorito de sodio–ácido clorhídrico:
{\displaystyle {\ce {5NaClO2 + 4HCl -> 5NaCl + 4ClO2 + 2H2O}}}
O el método clorito-ácido sulfúrico:
{\displaystyle {\ce {8ClO2- + 4H2SO4 -> 4ClO2 + 2HClO3 + 4SO4^2- + 2H2O + 2HCl}}}
Las tres reacciones del clorito sódico pueden producir dióxido de cloro con buen rendimiento, pero a diferencia de los otros procesos el método clorito-ácido sulfúrico produce dióxido de cloro libre de cloro, a pesar de que precisa un 25% más de clorito para producir una cantidad equivalente de dióxido de cloro. Alternativamente, puede utilizarse peróxido de hidrógeno para aplicaciones a pequeña escala.

### Reducción de clorato
En el laboratorio, el dióxido de cloro puede preparase también por reacción de clorato de potasio con ácido oxálico:
{\displaystyle {\ce {2KClO3 + 2H2C2O4 -> K2C2O4 + 2ClO2 + 2CO2 + 2H2O}}}

{\displaystyle {\ce {2KClO3 + H2C2O4 + 2H2SO4 -> 2KHSO4 + 2ClO2 + 2CO2 + 2H2O}}}
Más del 95% del dióxido de cloro producido en el mundo hoy en día se obtiene por reducción del clorato de sodio, para uso en blanqueo de pulpa de papel. Se produce con  alta eficiencia de una solución de ácido fuerte con un adecuado agente reductor como metanol, peróxido de hidrógeno, ácido clorhídrico o dióxido de azufre. Las tecnologías modernas se basan en metanol o peróxido de hidrógeno, ya que estas reacciones son económicamente más eficientes y no producen cloro residual. La reacción global puede expresarse así:
clorato + ácido  + agente reductor →  dióxido de cloro + subproductos
Como ejemplo típico, se estima que la reacción del clorato de sodio con ácido clorhídrico en un reactor único transcurre así:
{\displaystyle {\ce {ClO3^- + Cl- + H+ -> ClO2- + HOCl}}}
{\displaystyle {\ce {ClO3- + ClO2- + 2H+ -> 2ClO2 + H2O}}}
{\displaystyle {\ce {HOCl + Cl- + H+ -> Cl2 + H2O}}} 

Lo que da la reacción global 
{\displaystyle {\ce {2ClO3- + 2Cl- + 4H+ -> 2ClO2 + Cl2 + 2H2O}}} 
La forma de producción más importante comercialmente usa metanol como agente reductor y ácido sulfúrico para aportar acidez. Dos ventajas de no utilizar procesos basados en cloruro son que no hay formación de cloro elemental, y que se forma sulfato de sodio, una sustancia química valiosa para la elaboración de pulpa de papel, como subproducto. Estos procesos basados en metanol proporcionan gran eficacia y puede llevarse a cabo con seguridad.
La variante que utiliza el clorato, peróxido de hidrógeno y ácido sulfúrico ha sido cada vez más utilizada desde 1999 para tratamiento de aguas y otras aplicaciones de desinfección a pequeña escala, ya que genera un producto libre de cloro con gran eficiencia.

### Otros procesos
También puede producirse dióxido de cloro muy puro por electrólisis de una solución de clorito:
{\displaystyle {\ce {2NaClO2 + 2H2O -> 2ClO2 + 2NaOH + H2}}}
El gas dióxido de cloro de alta pureza (7,7% en aire o nitrógeno) puede ser producido por el método gas-sólido, donde reacciona gas cloro diluido con clorito de sodio sólido:
{\displaystyle {\ce {2NaClO2 + Cl2 -> 2ClO2 + 2NaCl}}}

## Propiedades de manejo
En concentraciones en fase gaseosa superiores a 30% en volumen en aire de TPE (más correctamente: en presiones parciales por encima de 10 kPa), el ClO2 puede descomponerse de modo explosivo a cloro y oxígeno. La descomposición puede ser iniciada por la luz, puntos calientes, reacción química, o por presión. Así, el gas de dióxido de cloro nunca se manipula en forma concentrada, sino que casi siempre es utilizado como gas disuelto en agua en una gama de concentración entre 0,5 y 10 gramos por litro. 
Su solubilidad se incrementa a temperaturas más bajas, por ello es común utilizar agua muy fría (5 °C, o 41 °F) cuando se almacena a concentraciones por encima de 3 gramos por litro. En muchos países, como los Estados Unidos, el gas de dióxido de cloro no puede ser transportado, independientemente de la concentración y casi siempre se produce en el lugar de aplicación utilizando un generador de dióxido del cloro. En algunos países puede ser transportado por vía terrestre en forma de soluciones de dióxido de cloro siempre que la concentración no exceda de 3 gramos por litro, aun así, son relativamente inestables y se deterioran deprisa.[¿cuál?]

## Usos
El dióxido de cloro se utiliza como blanqueante en la pulpa de madera y para la desinfección (cloración) de agua para beber.: 4–1  Como desinfectante  es eficaz incluso en concentraciones bajas.

### Blanqueamiento
El dióxido de cloro es utilizado para blanquear la pulpa de madera en combinación con cloro, pero se utiliza solo en procesos de blanqueamiento ECF (libres de cloro elemental). Se utiliza con un pH moderadamente ácido (3,5 a 6). El uso de dióxido de cloro minimiza la cantidad de compuestos organoclorados producidos. El dióxido de cloro (tecnología ECF) actualmente es el método más importante de blanqueamiento en todo el mundo. Aproximadamente el 95% de todo el blanqueamiento de pulpa kraft se hace utilizando dióxido de cloro en procesos ECF.

### Cloración del agua
La planta de tratamiento de las cataratas del Niágara, en Nueva York, utilizaba dióxido de cloro en 1944 para destruir el fenol en el agua potable.: 4–17  Se introdujo como desinfectante para agua potable a gran escala en 1956, cuando Bruselas, Bélgica, cambió el cloro por dióxido de cloro. Su  uso más común en tratamiento de agua es como pre-oxidante con anterioridad a la cloración de agua de consumo para destruir impurezas del agua natural que de otro modo produciría trihalometanos por el cloro libre, el dióxido de cloro únicamente produce un 30% de trihalometanos frente a un tratamiento con cloro convencional y materia orgánica. 
Los trihalometanos son subproductos que se sospecha que son cancerígenos, y aparecen en algunos casos durante la cloración del agua únicamente cuando hay productos orgánicos que están de modo natural en el agua bruta. Por ello uno de los métodos de control normalmente usados para evitar la formación de trihalometanos en las plantas de tratamiento de agua convencionales es eliminar previamente la materia orgánica presente, o cuando esto no es posible, utilizar desinfectantes alternativos como el dióxido de cloro.
El dióxido de cloro se utiliza en muchas aplicaciones industriales de tratamiento de agua como biocida, incluyendo torres de enfriamiento, agua de proceso y procesamiento alimentario.
El dióxido de cloro es menos corrosivo que el cloro y superior a este para el control de la legionella.
También es superior a algunos otros métodos de desinfección de agua secundarios en los que el dióxido de cloro: 
1. junto al cloro convencional es un biocida registrado por EPA
2. no está impactado negativamente por el pH
3. no pierde eficacia con el tiempo (las bacterias no crecerán resistentes a él)
4. no es negativamente impactado por la sílice y el fosfato, que se usan generalmente como inhibidores de la corrosión en agua potable.

Es más eficaz como desinfectante que el cloro en casi todas las circunstancias contra los agentes patógenos presentes en el agua, como virus, bacterias y protozoos – incluyendo los quistes de Giardia y ooquistes de Cryptosporidium.: 4-20–4-21 
El uso de dióxido de cloro en tratamiento del agua conlleva la formación de clorito como subproducto, el cual está actualmente limitado a un máximo de 0,7 ppm en agua de bebida en los EE. UU.: 4–33  Este norma EPA limita el uso de dióxido de cloro en los EE.UU a una concentración máxima de 1,0 mg/l y a agua de calidad relativamente alta o tratada con coagulantes basados en hierro (el hierro puede reducir el clorito a cloruro).[cita requerida]
El dióxido de cloro tiene muchas aplicaciones como oxidante o desinfectante. Puede ser utilizado para desinfección del aire y fue el agente principal utilizado en la descontaminación de edificios en los Estados Unidos después de los ataques con carbunco de 2001. Después del desastre del Huracán Katrina en Nueva Orleans, Luisiana, y la cercana Costa del Golfo, el dióxido de cloro fue usado para erradicar el peligroso moho de las casas inundadas. El dióxido de cloro es un eficaz desinfectante incluso en concentraciones bajas.

### Otros usos como desinfectante
A veces el dióxido de cloro se usa como fumigante para "sanear" frutas como arándanos, frambuesas y fresas que desarrollan mohos y levaduras.
El dióxido de cloro se usa para la desinfección de endoscopios, bajo el nombre comercial Tristel, por ejemplo. Está también disponible en "trío" que consta de una "pre-limpieza" con tensoactivos y un enjuague a continuación, con agua desionizada y bajo nivel antioxidante.
El dióxido de cloro también se utiliza para controlar las poblaciones del mejillón cebra y el mejillón quagga en tomas de agua.: 4–34 
El dióxido de cloro también se ha mostrado eficaz en la erradicación de chinches.

## Promoción como pseudoterapia

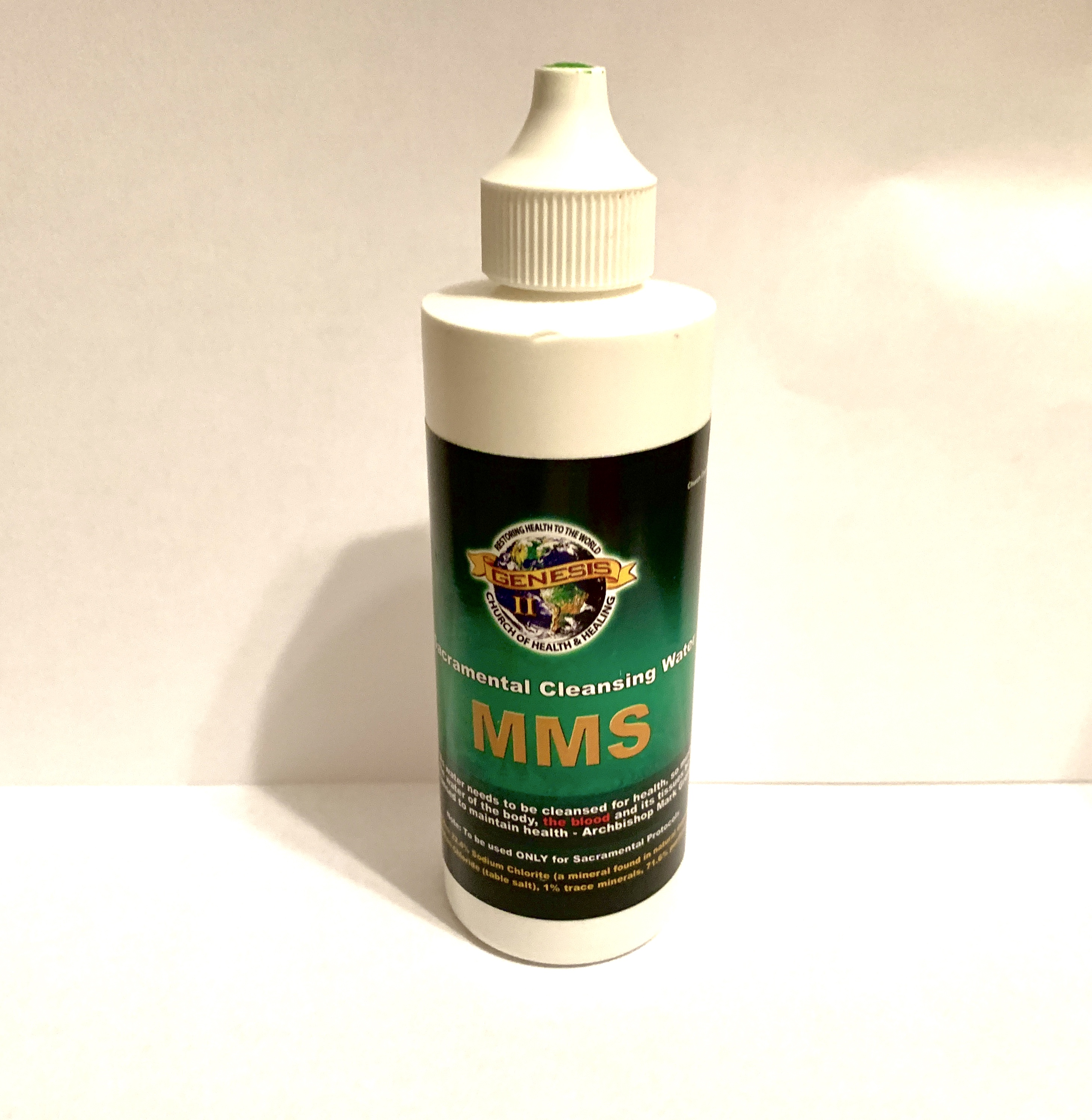
Suplemento mineral

El producto se envasa y reetiqueta para comerciarlo como cura para una amplia gama de enfermedades bajo varios nombres, como el original en inglés Miracle Mineral  Solution o sus siglas, CDS protocol y otros. Es citado y publicitado en redes sociales como una supuesta cura para una gran variedad de enfermedades, entre otras el autismo en niños y el COVID-19. No existe ninguna investigación que haya establecido la dosis segura como tratamiento para enfermedades humanas, por lo que no está aprobado por ninguna agencia gubernamental de medicamentos. 

### Mecanismo de acción propuesto
Los proponentes del dióxido de cloro aseguran que el dióxido de cloro es absorbido en el intestino y pasa a la sangre humana. Aquí ejercería su efecto oxidativo al liberar radicales libres de oxígeno. Sin embargo, estudios en animales han demostrado que el pH del estómago reduce e hidroxila el dióxido de cloro minutos después de ser ingerido. Los subproductos químicos, el clorito y el clorato son tóxicos y causan varias reacciones adversas.

### Riesgos para la salud
Según la dosis de aplicación, el dióxido de cloro es tóxico para la salud humana, de ahí que existan límites a su exposición para garantizar un uso seguro: la Administración de Seguridad y Salud Ocupacional (siglas en inglés OSHA para Occupational Safety Health Administration), una agencia del Departamento de Trabajo de los Estados Unidos, ha fijado un nivel máximo de 0,8 mg/L para dióxido de cloro en agua de bebida y un límite de exposición permisible para 8 horas de 0,1 ppm en aire (0,3 mg/m³) para las personas que trabajan con dióxido de cloro.
El 30 de julio de 2010, y otra vez el 1 de octubre de, 2010, la FDA advirtió contra el uso del producto Suplemento mineral milagroso (siglas en inglés MMS para Miracle Mineral Solution) el cual, según sus propias instrucciones produce dióxido de cloro. El MMS se ha comercializado como tratamiento para una variedad de patologías, incluyendo VIH, cáncer, autismo y acné. 
Los avisos de la FDA informaron a los consumidores de que el MMS puede causar daños serios a la salud y declaró haber recibido informes numerosos de náuseas, diarreas, vómitos severos, y bajadas de presión de sangre con riesgo para la vida, causadas por deshidratación.

## Otros usos
El dióxido de cloro se utiliza como oxidante para la destrucción del fenol en aguas residuales y para controlar el olor en las plantas de subproductos animales (rendering).: 4–34 